# Flying P-Liner

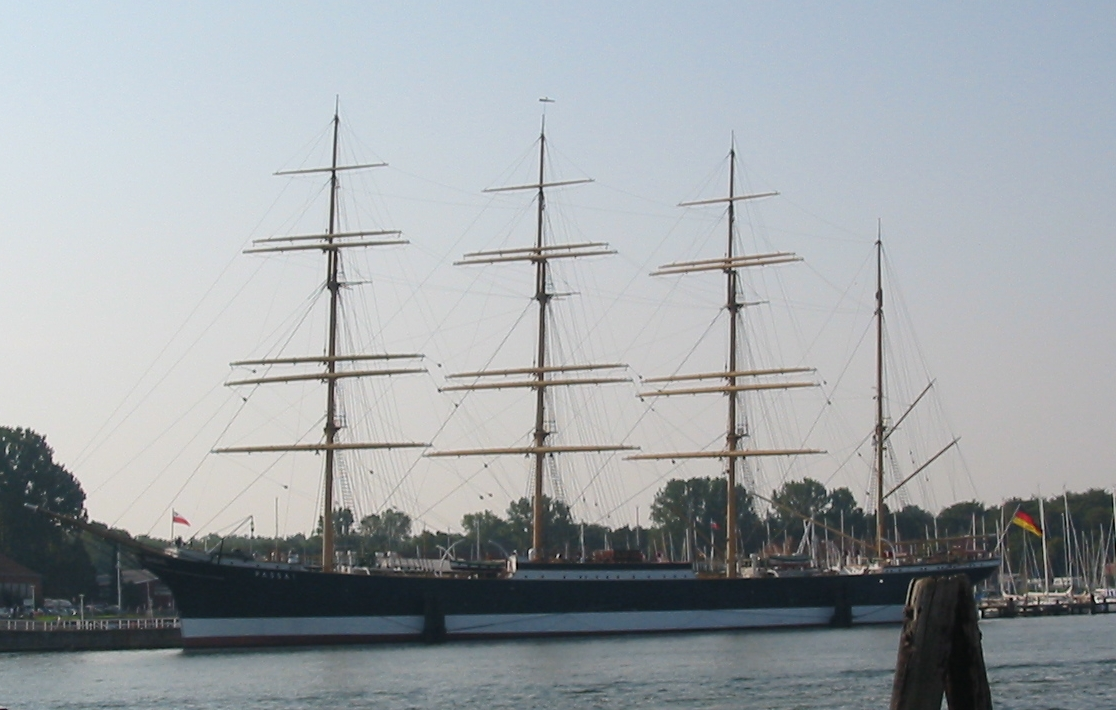
Passat em Travemünde, Alemanha

Os Flying P-Liners foram veleiros da companhia de navegação alemã F. Laeisz de Hamburgo.

## História
A companhia foi fundada em 1824 por Ferdinand Laeisz como uma empresa de fabricação de chapéu. Ele foi muito bem-sucedido e distribuiu seus chapéus até mesmo na América do sul. Em 1839 ele construiu um brigue de madeira de três mastros, Carl (em homenagem a seu filho), e entrou para o ramo de navios, mas a falta de sucesso o fez vender o navio cinco anos depois.
Carl Laeisz, filho de Ferdinand, entrou no negócio em 1852. Foi ele quem transformou o companhia F. Laeisz em um negócio de transporte. Em 1857, eles encomendaram uma barca que eles deram o nome de Pudel (que era o apelido da esposa de Carl, Sophie), e desde meados de 1880 em diante, todos os seus navios tinham nomes começados com "P" e eles se tornaram conhecidos como a "linha P". O último navio sem um nome com P foi a barca de madeira Henriette Behn que encalhou na costa mexicana em 1885.

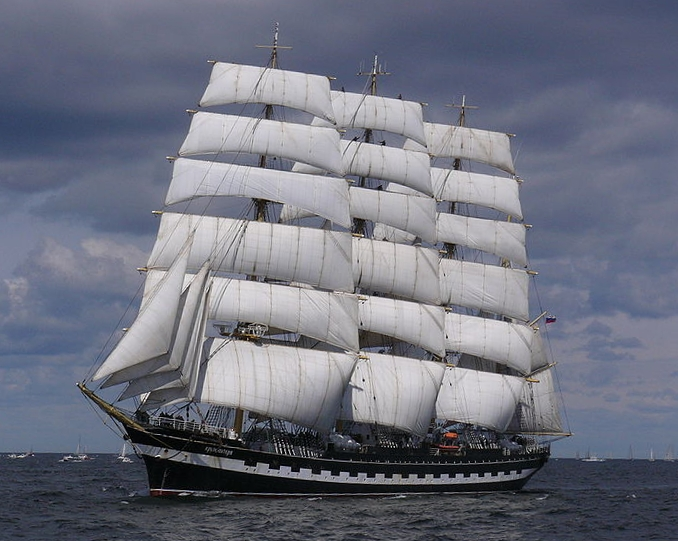
O Kruzenshtern (ex-Padua) navegando

A Laeisz companhia se especializou em comércio de nitrato da América do Sul. Seus navios eram construídos para ser rápidos, e eles logo adquiriram uma excelente reputação de oportunidade e confiança, que deu origem ao apelido "the Flying P-Line" (a linha-P voadora). A barca Potosi de cinco mastros fez a viagem do Chile para a Inglaterra em torno de Cabo Horn em 1904 em apenas 57 dias,o que foi um recorde na época.
A companhia Laeisz teve alguns dos maiores veleiros já construídos. Eles experimentaram cinco cascos mestres de aço, primeiro a barca Potosi (1895) e em 1902 o enorme navio completamente equipado Preussen com um comprimento de 147 m, 5 081 GRT (arqueação bruta), e mais de 7 800 toneladas de peso morto. Ela podia navegar mais rápido que 18 nós e sua melhor distância de 24 horas foi de 392 milhas marítimas em 1908 na sua viagem para Yokohama. No entanto, estes navios foram considerados muito grandes, o que não agradou a todos, suas tripulações não gostavam disso, fato que tornou cada vez mais difícil alcançar uma utilização satisfatória na saída da Europa para o Chile. Os navios posteriores, tais como o Peking ou o Passat, voltaram a ser barcas menores com quatro mastros.
Durante a Primeira Guerra Mundial, muitos dos navios Laeisz foram bloqueados nos portos chilenos e tiveram que ser entregues como reparações de guerra. Entretanto, a companhia Laeisz foi capaz de readquirir muitos navios depois da guerra e colocou-os em serviço novamente.
No fim dos anos vinte, a companhia começou a sair do comércio de nitrato e aumentou cada vez mais o transporte de outras mercadorias, bananas, por exemplo. Eles também venderam alguns dos seus navios antigos, por exemplo o Pamir para Gustav Erikson na Finlândia que já tinha adquirido o primeiro barco Norddeutscher Lloyd, Herzogin Cecile. O último veleiro encomendado pela Companhia Laeisz foi o Padua em 1926. Subsequentemente, a companhia Laeisz encomendava somente navios a vapor.

## Navios

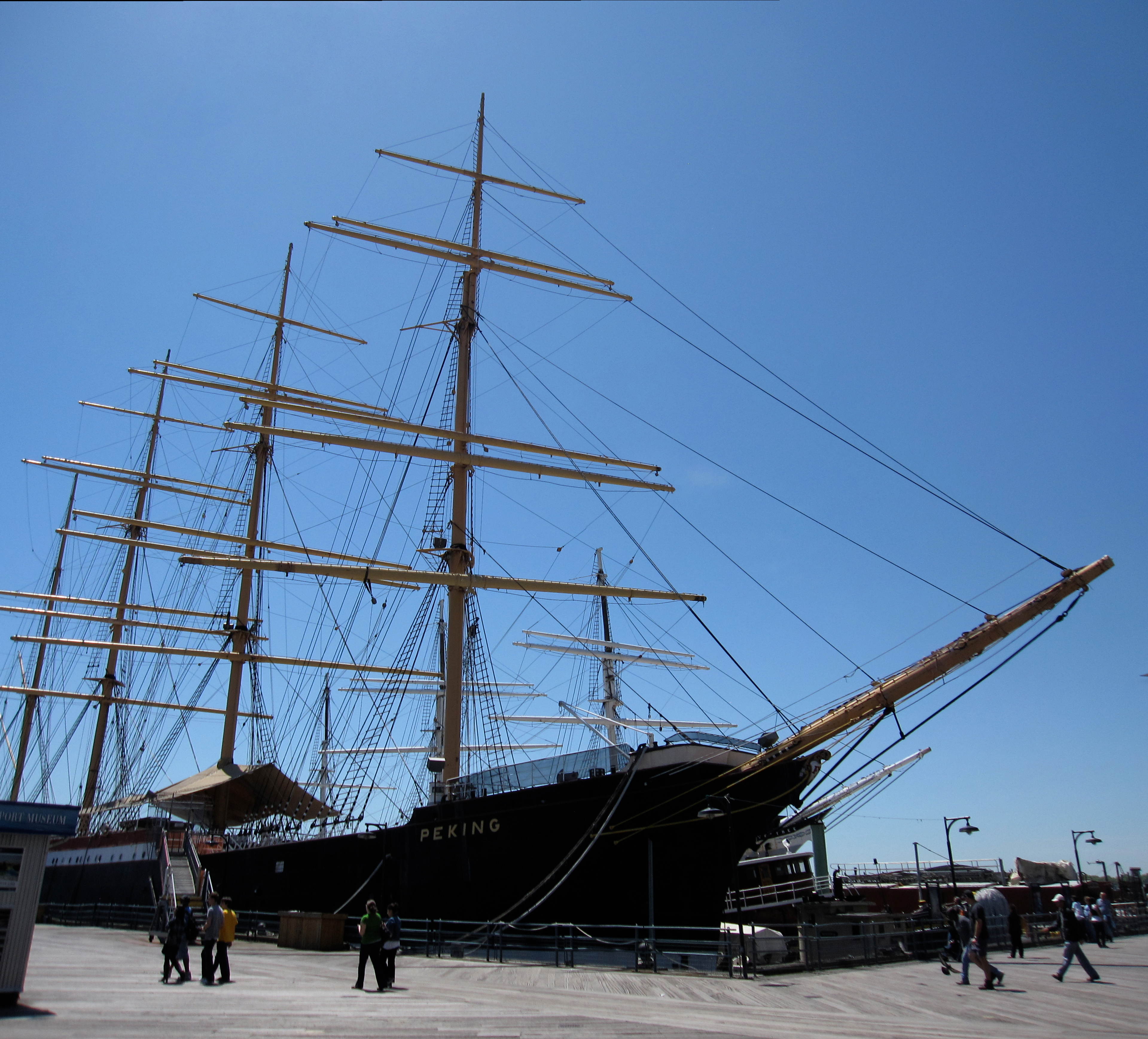
Peking, no South Street Seaport, Nova Iorque

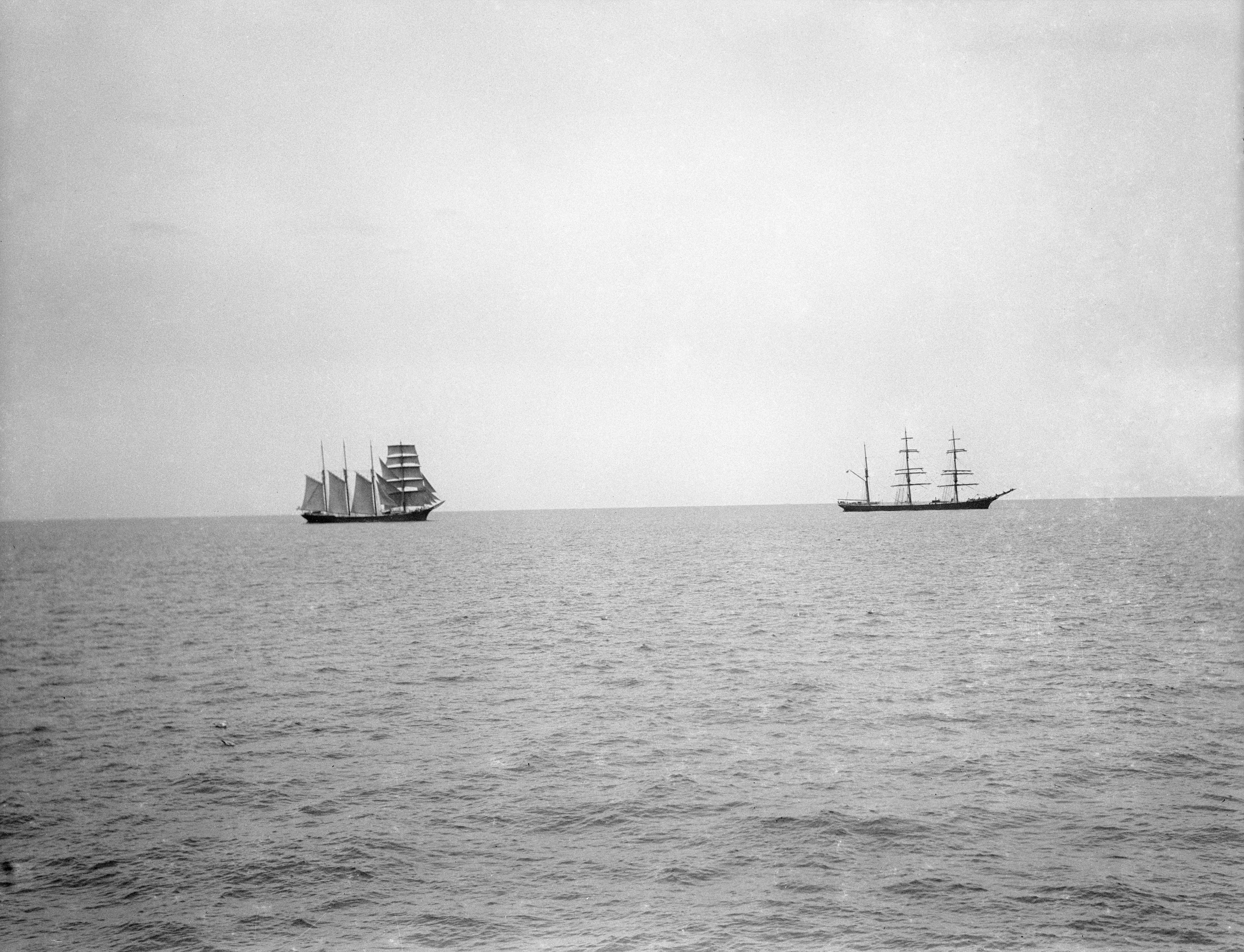
Mozart (à esquerda) and Penang (à direita), antigamente Albert Rickmers, foto por Alan Villiers

Quatro da Linha-P voadores ainda existem hoje:
- O Pommern é um navio-museu em Mariehamn, Finlândia.
- O Peking é um navio-museu na cidade de Hamburg.
- O Passat é um navio-museu em Lübeck's sea resort Travemünde, Alemanha.
- O Padua é o único navio ativo: ele é hoje um navio-escola e navega como o Kruzenshtern sob bandeira russa.

Outros famosos Linha-P voadores foram os cinco-mestres
- Potosi, construído em 1895, vendido em 1923, pegou fogo e afundou na Argentina em 1925.
- Preussen II, construído em 1902, encalhado em 1910 depois de ser abalroado por um barco a vapor.

e claro as barcas de quatro mastros
- Pamir, construído em 1905, virou e afundou em 1957, 80 mortos, 6 resgatados.
- Pisagua, construído em 1892, encalhado em 1912 nas Ilhas Shetland do Sul.
- Placilla, construído em 1892, encalhado em Norfolk em 1905.
- Ponape, construído em 1903 na Itália, desmantelado em 1936.
- Priwall, construído em 1917, incendiou-se em 1945 enquanto carregava em Valparaíso.
- Parma, construído em 1902, após um acidente em 1936 foi desmantelado em 1938.

Outros navios da linha P foram:
- Pudel, construído em 1857, afundou em 1870.
- Palmyra, navio construído em aço em 1889 por Blohm & Voss, Hamburgo. Encalhado nas Ilhas Wellington no sul da costa chilena em 2 de julho de 1908. O Capitão e o Primeiro Marinheiro foram capazes de chegar a costa mas o resto da tripulação de 21 homens desapareceram em um dos barcos salva-vidas.[1]
- Pera, construído em 1890, torpedeado em 1917.
- Pitlochry, construído em 1894, afundou em 1913 no Canal Inglês.
- Preussen I, construído em 1902, afundou no Atlântico do Sul em 1909.
- Pellworm, construído em 1902, afundou em 1944.
- Pangani, construído em 1903, afundou em 1913.
- Penang, construído em 1905, torpedeado em 1940.

A companhia de navegação Laeisz ainda existe, operando muitos navios cargueiros sob nomes tradicionais.